# Deutsche Badmintonmeisterschaft 2002
Die Deutsche Badmintonmeisterschaft 2002 fand vom 31. Januar bis zum 3. Februar 2002 in Bremen statt.

## Medaillengewinner
| Disziplin    | Gold                                                                          | Silber                                                               | Bronze                                                                           |
| ------------ | ----------------------------------------------------------------------------- | -------------------------------------------------------------------- | -------------------------------------------------------------------------------- |
| Herreneinzel | Björn Joppien (FC Langenfeld)                                                 | Jens Roch (PSV Ludwigshafen)                                         | Conrad Hückstädt (EBT Berlin)                                                    |
| Herreneinzel | Björn Joppien (FC Langenfeld)                                                 | Jens Roch (PSV Ludwigshafen)                                         | Oliver Pongratz (PSV Grün-Weiß Wiesbaden)                                        |
| Dameneinzel  | Petra Overzier (TTC Brauweiler 1948)                                          | Nicole Grether (SC Bayer 05 Uerdingen)                               | Katja Michalowsky (1. BC Bischmisheim)                                           |
| Dameneinzel  | Petra Overzier (TTC Brauweiler 1948)                                          | Nicole Grether (SC Bayer 05 Uerdingen)                               | Juliane Schenk (SC Union 08 Lüdinghausen)                                        |
| Herrendoppel | Thomas Tesche (1. BC Bischmisheim) Kristof Hopp (BC Eintracht Südring Berlin) | Björn Siegemund (VfB Friedrichshafen) Joachim Tesche (FC Langenfeld) | Marc Hannes (1. BC Beuel) Ian Maywald (1. BC Beuel)                              |
| Herrendoppel | Thomas Tesche (1. BC Bischmisheim) Kristof Hopp (BC Eintracht Südring Berlin) | Björn Siegemund (VfB Friedrichshafen) Joachim Tesche (FC Langenfeld) | Mike Joppien (FC Langenfeld) Matthias Krawietz (TuS Gildehaus)                   |
| Damendoppel  | Nicole Grether (SC Bayer 05 Uerdingen) Nicol Pitro (VfB Friedrichshafen)      | Petra Overzier (TTC Brauweiler 1948) Anika Sietz (PSV Ludwigshafen)  | Katja Michalowsky (1. BC Bischmisheim) Juliane Schenk (SC Union 08 Lüdinghausen) |
| Damendoppel  | Nicole Grether (SC Bayer 05 Uerdingen) Nicol Pitro (VfB Friedrichshafen)      | Petra Overzier (TTC Brauweiler 1948) Anika Sietz (PSV Ludwigshafen)  | Sandra Marinello (SC Union 08 Lüdinghausen) Birgit Overzier (TuS Gildehaus)      |
| Mixed        | Björn Siegemund Nicol Pitro (VfB Friedrichshafen)                             | Boris Reichel (TuS Gildehaus) Birgit Overzier (TTC Brauweiler 1948)  | Sebastian Ottrembka (TuS Wiebelskirchen) Anika Sietz (PSV Ludwigshafen)          |
| Mixed        | Björn Siegemund Nicol Pitro (VfB Friedrichshafen)                             | Boris Reichel (TuS Gildehaus) Birgit Overzier (TTC Brauweiler 1948)  | Joachim Tesche (FC Langenfeld) Anne Hönscheid (FC Langenfeld)                    |